# حارشة
الحارشة (الاسم العلمي: Psorophora) هي جنس من الحشرات تتبع الفصيلة البعوضيات من رتبة ثنائيات الأجنحة.

## أنواع الحارشة
- حارشة ثنائية الألوان
- حارشة جونستونية
- حارشة سيانية
- حارشة شواكة
- حارشة شوكاء
- حارشة قزمية
- حارشة محزمة
- حارشة مكسيكية
- حارشة مهدبة